# Ballada o pancernych
Ballada o pancernych (znana także jako Deszcze niespokojne) – utwór muzyczny z polskiego serialu telewizyjnego Czterej pancerni i pies. Autorką słów była Agnieszka Osiecka, muzykę skomponował Adam Walaciński. W czołówce serialu utwór wykonuje Edmund Fetting.

## Historia utworu
Utwór powstał na potrzeby serialu będącego ekranizacją powieści pt. Czterej pancerni i pies. W rzeczywistości ballada składa się z trzech zwrotek (pierwsza, pominięta zaczyna się słowami „Na łąkach kaczeńce…”), podczas gdy w serialu wykorzystano dwie. W serialu pojawiają się dwie, różniące się instrumentarium wersje piosenki: pierwsza wersja (grana na gitarze) pojawia się w czołówce I serii serialu, a także w końcowych scenach odcinka 8 Brzeg morza, druga wersja natomiast pojawia się w czołówce II i III serii.
„Ballada o pancernych” została przetłumaczona na język czeski i niemiecki w zdubbingowanych na te języki wersjach serialu.